# 梅索里
梅索里（英語：Mesori， Masōri）是古埃及曆和科普特曆的第十二個月。它與衣索比亞曆中的納哈斯（英語：Nahase，Nähase）完全相同。

## 名稱
古代科普特月也被稱為梅索里（「Mesorḗ」）。
在古埃及，人們對月份有不同的描述。通常，陰曆的月份是按照它們在與尼羅河泛濫相關的季節中的位置列出的，因此「梅索里」最常被描述為收穫季的第四個月（「4 Šmw」），不同的音譯為IV Shemu或Shomu。這些陰曆月份也是以它們最重要的節日命名的，因此，梅索里也被稱為「開始」或「年度開始」（「Wp Rnpt」）或Wep Renpet。這個月也被擬人化為其節日的神，在後期的資料中，它被稱為拉·哈拉胡提 （「Rꜥ Ḥr Ꜣḫty」，Horizons」的「拉–荷魯斯）。
儘管有時也有其他名稱，民用的太陽曆借用了早期陰曆的節日。這些節日的名字在波斯佔領埃及之後，得到越來越多地證實。儘管「新年開始」幾乎沒有被證實的同義詞是「太陽的誕生」，它（「 Mswt Rꜥ」或Masut Ra成為托勒密希臘語和科普特語月份的同名詞），仍然是最常見的名稱。
在埃及阿拉伯語中，科普特月被稱為Misra或Mesra 。
衣索比亞的月份有時也被音譯稱為Nehase， Nehasa，或Nehasie。

## 埃及曆法

### 古代
直到西元前4世紀，陰曆月份的開始都是基於觀測：從清晨的新月已經看不見的黎明開始。每隔幾年，根據需要添加一次閏月，以保持天狼星在該月內的偕日升。根據民間曆法，無論月球的狀態如何，這個月都是按順序排列的。它總是由30天組成，每一天都被單獨命名並獻給一個特定的守護神，之後總是有一個閏月。然而，由於托勒密和羅馬時代缺乏閏日，它相對於太陽年（回歸年）和公曆（格里曆）的日期緩慢變遷。
在每月28日舉行儀式點燃火炬，為接下來的閏月的精神危險做準備。
除夕夜（或）在本月30日觀察到。
儘管每年的最後一個月仍以它的名字命名，而一旦假期被轉移到民用的陽曆上，至少是中王國，就在托特月的第一天慶祝Wep Renpet。這個節日是為了紀念人格化的太陽神誕生和年輕，以及它與邪惡的鬥爭。皇家工匠從工作中解放出來，寺廟點燃火把驅逐黑暗及其惡魔，施放粉碎敵人的咒語，在寺廟湖泊的"水上遊行"中進行儀式性戰鬥。人們把眼睛塗成綠色，把墨水潑進水裏，清洗自己。這是埃及中王國時期法老加冕的一個常見場合，也是其它時代重新確立王權的儀式，促使他的官員向他贈送新年禮物。這種做法延伸到普通人贈送禮物，如戒指、聖甲蟲（神器）和刻有「新年快樂」的瓶子（「Wpt Rnpt Nfrt」，當賽特時期在彼此之間）。
在托勒密埃及，慶祝活動從梅索里的最後一天開始，一直持續到托特月的前九天。

### 科普特語
在今天的科普特曆中，梅索里落在在8月7日至9月5日之間自西元1900年（基督紀年 1616）起，並將持續到西元2100年（基督紀年 1816）。在這些年，公曆缺少閏日將導致科普特月相對於它再提前一天，它將從8月8日延遲到9月6日。每月的科普特禮拜儀式曆包括：

## 註解
1. ↑  對於不同的象形文字拼寫「Šmw」，參見收穫月。
2. ↑  年開始的其它陳述和備選方案形式包括| F13 · Q3 · X1 | M4 | X1 · Z1 |, | F13 · X1 · Z1 | M4 | X1 · Z1 |, | F14 | W3 |, | F14 | W3 · N5 |, | F15 | W3 |, | M4 | F13 · N5 |, | M4 | F13 · W3 |, and | M4 | F13 · X1 |.[1]
3. ↑  對埃及新年和國王生日慶祝活動同名而產生的混淆[7] 根據Heinrich Brugsch1870年的描述，它被稱為「布魯奇現象」[8]。
4. ↑  由於其影響，象形文字記錄中「SWT Rꜥ」的最小認證被認為是生存的意外[11]。「拉–荷魯斯的誕生」（「Mswt R̃RḤḥty」）得到了第20王朝的證實，但只是作為元旦節日的同義詞，而不是月份名稱。[13]。第20王朝的一個單一來源將收穫季節的第四個月稱為「荷魯斯出發月」[12]。
5. ↑  這個官方假期有時早在梅索里25、28[24]，或29日就開始了[25]。

### 引文
1. ↑  Vygus, Mark,  (PDF), 2015  [2024-10-02], （原始内容存档 (PDF)于2024-04-03）.
2. ↑  Parker (1950)，第41頁.
3. 1 2 3  Jauhiainen (2009)，第67頁.
4. 1 2  Parker (1950)，第45頁.
5. ↑  Parker (1950)，第31 & 43頁.
6. 1 2 3  Jauhiainen (2009)，第74頁.
7. ↑  Parker (1950)，第33頁.
8. ↑  Depuydt (1997)，第61頁.
9. 1 2  Parker (1950)，第43頁.
10. 1 2 3  Jauhiainen (2009)，第76頁.
11. 1 2  Depuydt (1997)，第81頁.
12. 1 2  Jauhiainen (2009)，第83頁.
13. 1 2  Jauhiainen (2009)，第82頁.
14. 1 2  Gabra (2008).
15. ↑  Wassef, Medhat R., , , Jersey City: St Mark Coptic Church,   [5 February 2017], （原始内容存档于2011-09-02）.
16. ↑  , , 2015  [2024-10-03], （原始内容存档于2023-10-29）.
17. ↑  Shinn & al. (2013).
18. ↑  Mebratu, Belete K., , , Los Angeles: Sage: 128, 2009, ISBN 9781412941648.
19. ↑  Parker (1950)，第29頁.
20. ↑  Parker (1950)，第23頁.
21. ↑  Parker (1950)，第32頁.
22. 1 2  Jauhiainen (2009)，第78頁.
23. 1 2  Jauhiainen (2009)，第79頁.
24. ↑  Jauhiainen (2009)，第80頁.
25. ↑  Jauhiainen (2009)，第81頁.
26. ↑  Jauhiainen (2009)，第77頁.
27. ↑  Reingold, Edward M.;  et al, , Cambridge: Cambridge University Press: 2, 2002, ISBN 9780521782531.
28. ↑  Reingold & Dershowitz (2002)，第402頁.
29. ↑  Von Staufer, Maria Hubert, , , 2002  [2024-10-03], （原始内容存档于2025-07-16）.
30. ↑  , , Alexandria: St Takla Haymanout,   [6 February 2017], （原始内容存档于2024-10-07）.